# Cezinando
Kristoffer Cezinando Karlsen, noto semplicemente come Cezinando (Oslo, 3 agosto 1995), è un rapper e cantante norvegese.

## Biografia
Cresciuto a Oslo, ha trascorso parte della sua infanzia con i nonni in Portogallo, dove ha fatto conoscenza del portoghese.
È salito alla ribalta nel 2016 dopo essere andato in tournée e aver vinto un P3 Gull e un Spellemannprisen come Miglior paroliere per il suo lavoro nel disco Barn av Europa. In seguito alla pubblicazione del terzo album in studio Noen ganger og andre, certificato platino dalla IFPI Norge per le oltre 20 000 unità equivalenti totalizzate, ha visto la sua prima numero uno nella VG-lista e il 16º posto nella classifica annuale. Il disco, vincitore di due Spellemannprisen, ha prodotto la hit Håper du har plass, che per aver superato le 240 000 unità di vendita ha conseguito il quadruplo platino dal ramo locale della International Federation of the Phonographic Industry.
Il quarto album Et godt stup i et grunt vann, uscito nel 2020, si è collocato al vertice della graduatoria nazionale e nell'ambito dell'edizione annuale dello Spellemannprisen, gli ha permesso di trionfare in tre categorie.

## Discografia

### Album in studio
- 2014 – Framtid:sanntid
- 2017 – Barn av Europa
- 2017 – Noen ganger og andre
- 2020 – Et godt stup i et grunt vann
- 2023 – Sprengkulde
- 2025 – Sinekyre 3

### EP
- 2012 – Cez 4 prez
- 2022 – Samtidig

### Singoli
- 2013 – Destilert ignoranse
- 2013 – Jollygood 2014
- 2013 – Nøkkelknippe
- 2015 – Gud
- 2015 – Epa
- 2015 – Sykt jævla kult
- 2016 – Botanisk hage
- 2017 – Håper du har plass
- 2017 – Blinkesko
- 2017 – Vi er perfekt med verden er ikke det
- 2018 – Ingen lager helvete som vi

### Collaborazioni
- 2019 – Harley (B-Boy Myhre feat. Cezinando)
- 2020 – Gammel person (B-Boy Myhre feat. Cezinando)